# Temple
|  | Per a altres significats, vegeu «Temple (desambiguació)». |

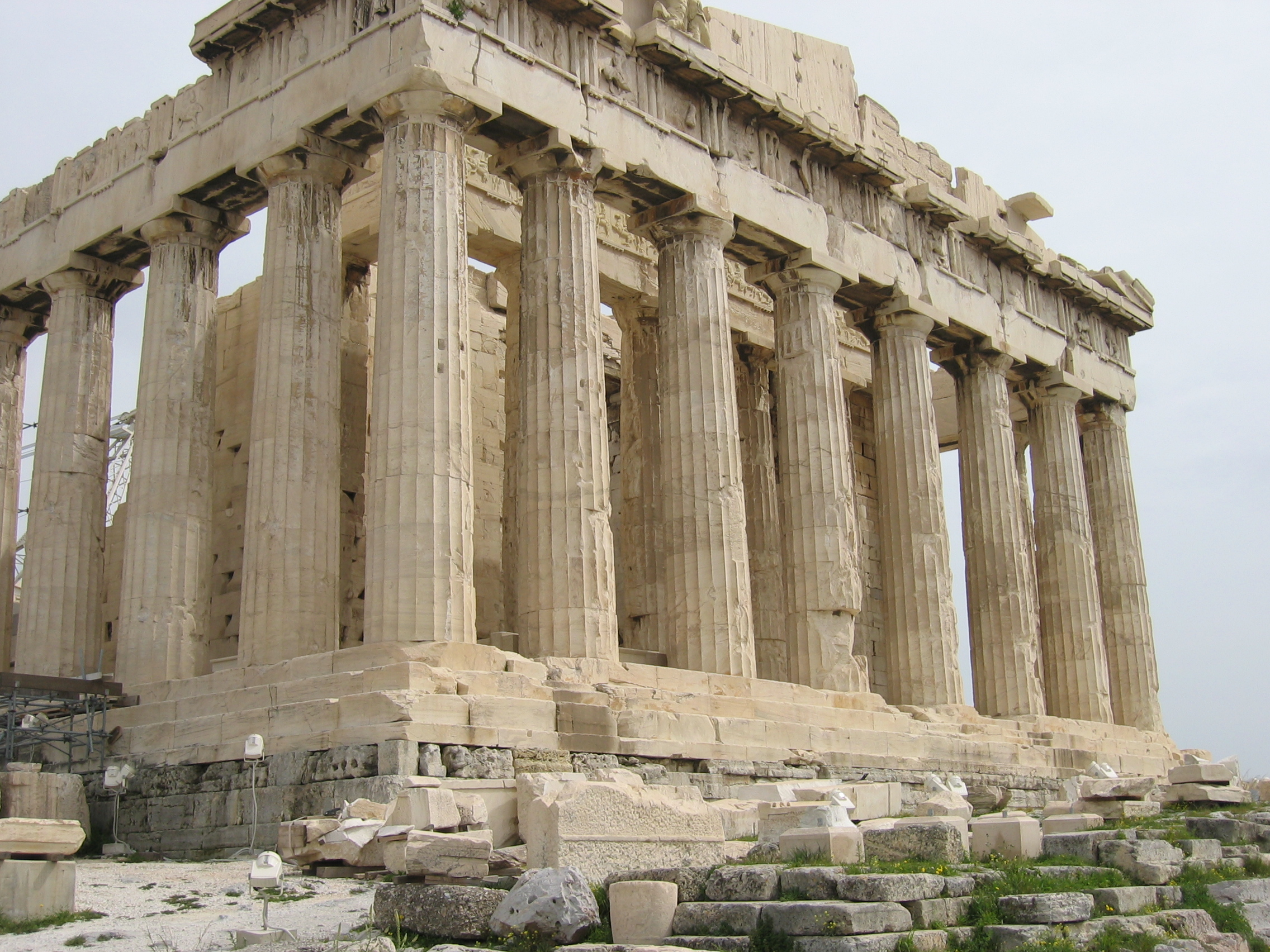
Façana del Partenó, a l'Acròpoli d'Atenes.

Un temple (del llatí templum) és una estructura reservada per a activitats religioses o espirituals, com ara oracions, sacrificis i altres rituals semblants. En l'edat antiga, el terme designava un edifici sagrat, i originàriament, designava la zona del cel que l'àugur feia servir per contemplar quines aus la travessaven i en quin sentit, per a poder establir així els auguris. Moltes religions tenen edificis que es consideren sagrats.

## El temple sumeri-accadi
Cal distingir entre temples alts i temples baixos. En els santuaris més antics, els primers eren construïts a manera d'una terrassa artificialment elevada, sobre la qual s'aixequen els temples de maó. Més tard prenen la forma de torres i s'anomenen ziggurat. Els primers que ordenen construir-los són els reis de la III dinastia d'Ur, Urnammu i Shulgi. S'arriba al cim mitjançant escalinates i rampes. El temple sembla haver estat considerat com una porta que potser conduiria al cel.
La terrassa al costat del temple alt era anomenada gi-gun-na en sumeri o gegunnum en accadi. El temple del cim, habitualment consagrat al déu de la ciutat, s'edificava tan alt per preservar-lo de l'amenaça del robatori i profanació pels enemics.
El tret distintiu del temple sumeri és la naos en angle, de manera que en entrar-hi no es podia veure la imatge del déu fins a haver fet un gir. Al costat del temple hi havia un pati bastant gran. En el període accadi el temple es tornarà més auster.

## El temple egipci

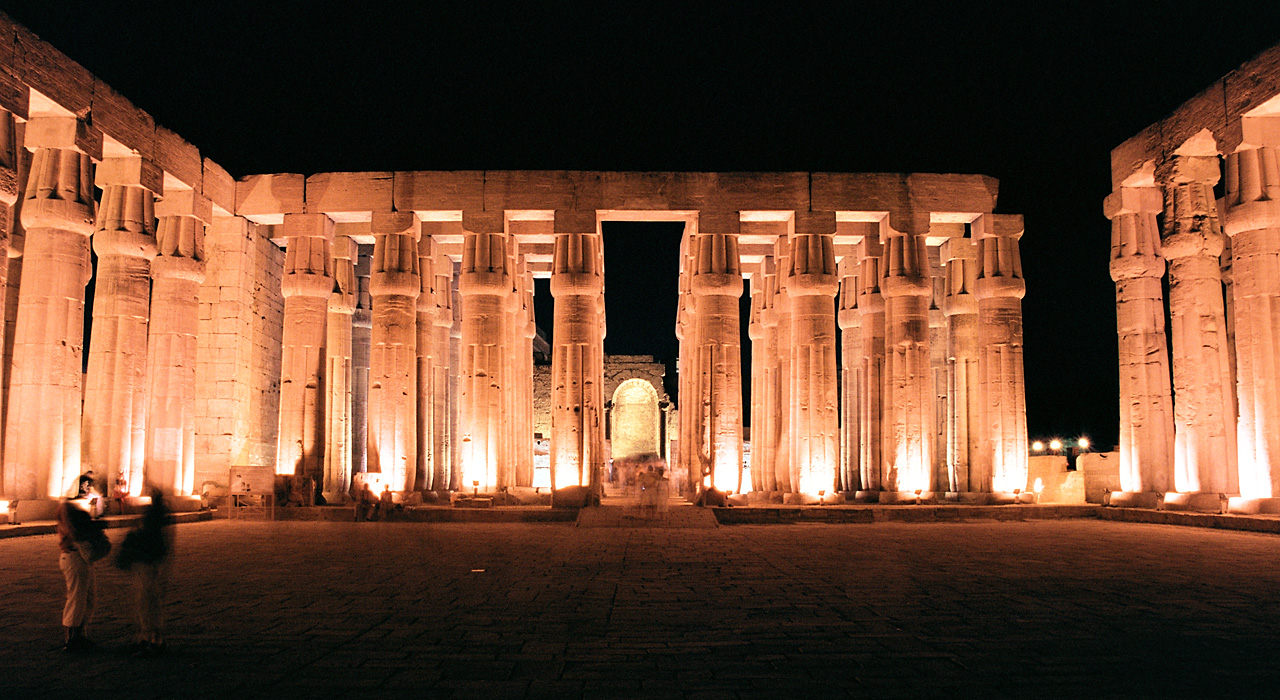
Pati del temple de Luxor (Egipte).

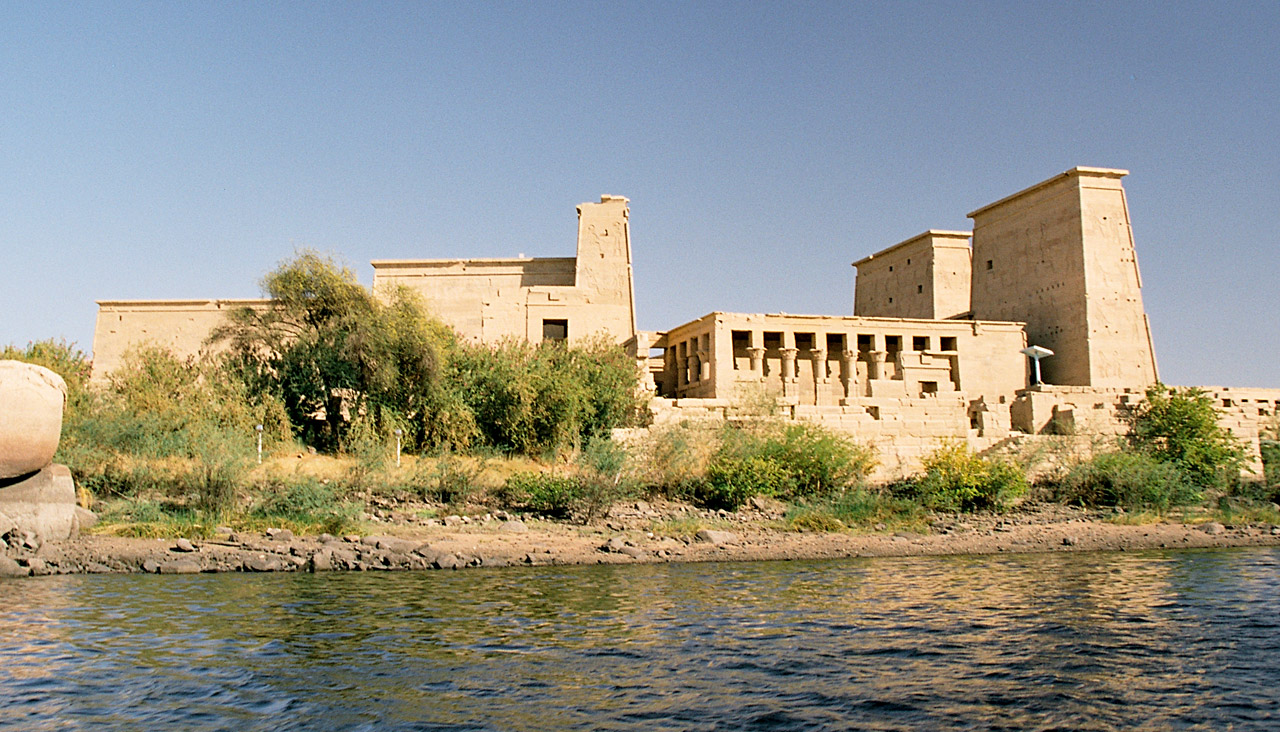
Temple d'Isis, a File.

Els primers temples monumentals construïts en pedra van ser els de la civilització de l'antic Egipte, durant l'Imperi Antic (2700-2200 aC), destacant per la seva magnificència el conjunt de temples de l'Imperi Nou a Luxor i Karnak.
En la religió egípcia el temple és la imatge terrestre de l'estatge celestial, i les estàtues que representaven els déus eren considerades dipositàries del Ca del déu, i es posaven dins del temple a la naos. Aquests temples, més que llocs de culte, eren considerats estatges de l'esperit de la divinitat i per aquest motiu, només el faraó i els sacerdots podien entrar a les zones «privades» del recinte sagrat, la noblesa havia de romandre als patis voltants i el poble davant els pilons.
Els temples commemoratius s'erigien a la riba oriental del Nil. Els temples funeraris a l'occidental, vinculats als complexos de les piràmides o les necròpolis reials.
La religió egípcia tenia un caràcter mistèric de gran complexitat, i els rituals necessitaven sacerdots jerarquitzats. El clergat va tenir gran poder i influència en diversos períodes. En una primera època, els Imakhus tenien funcions civils i religioses, sense distinció. Als temples hi havia un Summe sacerdot (com ara el summe sacerdot d'Amon) que era el delegat del faraó per realitzar el culte; també hi havia profetes i un clergat inferior, encarregat de les tasques auxiliars. Durant el període tardà d'Egipte també existia un influent clergat femení, en què destacava Nitocris, la sacerdotessa del déu Amon.

### El temple egipci de l'Imperi Nou
Al temple de l'Imperi Nou, tots els elements tenen el seu significat, com l'avinguda de les esfinxs (dromos), l'entrada entre pilons, amb obeliscs rematats en un piramidó, que simbolitzaven els raigs del Sol; després un pati i una àmplia sala hipòstila que precedeix el pronaos i la naos, que són cada vegada més petites i fosques: els capitells es van plegant, i les columnes també minven en altura. El temple es complementava amb una sèrie de sales que servien de residència, escoles, tallers i magatzems, que s'annexaven al temple. Una altra part és el llac sagrat, que es troba al costat de la naos, en el qual es treia al déu en una barca sagrada durant les festes, que era quan el poble egipci aprofitava per venerar-lo.

## El palau minoic

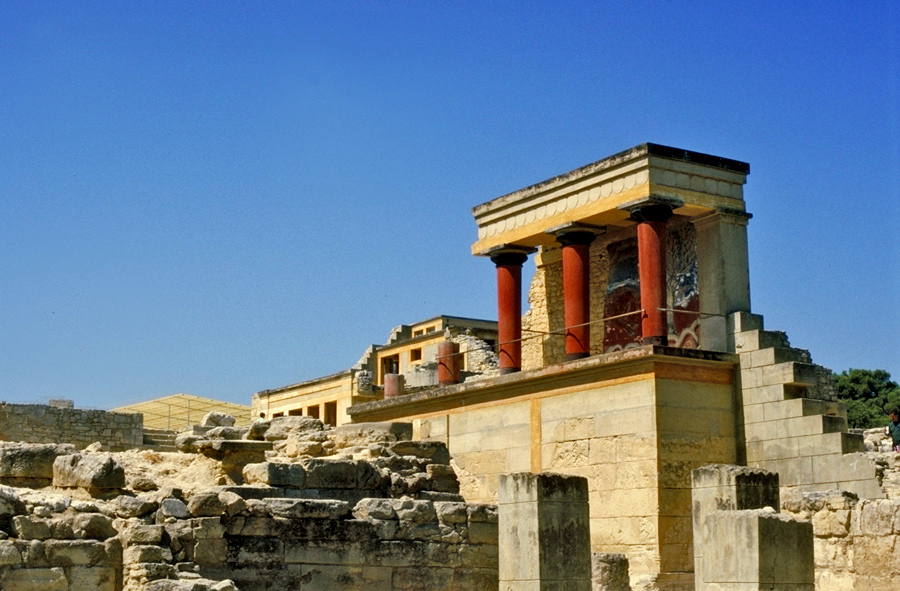
El palau de Cnossos.

El palau minoic és centre polític, religiós, econòmic, magatzem central, centre social, residència reial, etc. Aquests complexos se situaven en llocs alts propers a la costa, sobre un turó, de manera que són espais plens de desnivells, amb rampes i escales, seguint la topografia del terreny. El palau, amb una estructura laberíntica i densa, constitueix un ordenat microcosmos. Al voltant del pati central s'hi troben espais de múltiples usos.
Hi ha murs mestres compartits a partir dels quals es construeixen altres murs perpendiculars, causant un efecte "pinta" molt característic dels palaus minoics. Es divideixen així habitacions diferents. Algunes estances minoiques segueixen l'esquema dels espais del mégaron de Micenes. Hi ha zones destinades a emmagatzematge o activitats públiques, i d'altres destinades a habitatge. L'arquitectura minoica és fluida i no té un eix central. No es tracta de ciutats axials, com hi seran les micèniques, sinó d'espais asimètrics, plens d'interseccions i circulació espiral. Les columnes es caracteritzen pel fust vermell que es va estrenyent cap a la base, coronat per un capitell encoixinat. És una arquitectura molt decorativa.

## El temple grec
La civilització de l'antiga Grècia va erigir els temples més bells i harmoniosos, model reproduït pels arquitectes de l'Imperi Romà.

### Arcaisme
La planta del temple, derivada del mégaron micènic, és la gran aportació de l'època arcaica. És interessant tenir en compte que no es tracta d'un espai per als fidels, que realitzen les cerimònies fora del temple, sinó per l'estàtua del déu.
Els primers temples es feien servir materials pobres, com la tova o la fusta, el que permet d'entendre l'estructura dels temples ulteriors. Les primeres columnes eren troncs d'arbres tallats verticalment amb una destral: les estries són records d'aquests precedents. Els troncs es recolzaven en una base de pedra que els protegia de la humitat. Cap a l'any 600 aC aquests materials són substituïts per pedra i marbre, tot i que es manté la forma exterior del temple.
Totes les parts del temple grec –decorat completament amb colors vius– s'ordenen segons estrictes lleis de simetria i proporció. Així, per tal que el temple no sembli deformat a la llunyania, s'augmenta subtilment la grandària de les columnes dels extrems, que en cas contrari semblarien més estretes.

#### Ordres arquitectònics
Aviat es configuren els dos ordres principals: dòric i jònic, entenent per «ordre» el sistema de proporcions matemàtiques que domina l'arquitectura. Des del principi, l'ordre dòric, amb les seves formes poderoses, s'associa a la solemnitat. En canvi, l'ordre jònic, nascut a la costa de l'Àsia Menor, aporta una major fantasia i, per a alguns gustos, elegància.

#### Planta del temple
L'estructura bàsica s'organitza al voltant de la cella o naos - sala on es guarda l'estàtua del déu -, que se situa entre un espai anterior o pronaos, i un altre de posterior, anomenat opistòdom. Una excepció és l'anomenat temple in antis, que només posseeix la cel·la i un pòrtic d'entrada.
El nombre i disposició de la columnes serveix per diferenciar els diversos tipus de temples. Seran perípters si les columnes envolten tot el perímetre exterior; pròstils, si només apareixen a la façana, o amfipròstils quan se situen en els dos costats curts del temple. Finalment, segons el nombre de columnes de la façana es pot parlar de temple dístil (dues), tetràstil (quatre), hexàstil (sis), octàstil (vuit), etc.

### Classicisme
L'arquitectura del període arcaic havia servit per establir els ordres dòric i jònic i per dissenyar, de manera gairebé definitiva, la planta del temple grec.

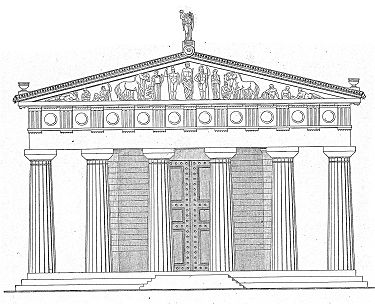
Reconstrucció del Temple de Zeus a Olímpia.

El període clàssic suposa, en els seus inicis, la culminació d'aquesta herència, amb obres com el Temple d'Afea a Egina o el Temple de Zeus a Olímpia. A mitjan segle v aC es realitza, sota el govern de Pèricles, un ambiciós programa de construcció d'edificis religiosos. Aquests són erigits en la part més elevada, l'acròpoli d'Atenes, i suposen la consagració dels ordres dòric i jònic.
Al mateix temps, es crea un nou ordre de columnes: el corinti. Segons la tradició grega, la persona que la va inventar no és arquitecta, sinó l'escultor Cal·límac. S'explica així que l'ordre corinti ofereixi un sentit més decoratiu i estilitzat. L'origen és molt curiós: Cal·límac havia trobat a terra una cistella sobre fulles d'acant i, inspirant-se en aquesta troballa, ideà la forma del capitell corinti.
Progressivament es va anar introduint la columna coríntia, consagrada al temple d'Apol·lo Epicur, a Bassae. En els segles IV i III aC es generalitzarà l'ocupació de l'ordre corinti. És, finalment, l'època en què sorgeix una tipologia que ja tenia precedents en l'arquitectura grega: el tolos, edifici de planta circular. El període clàssic alberga excel·lents exemples als santuaris de Delfos, Epidaure i Olímpia.

### Hel·lenisme
Les formes arquitectòniques d'èpoques precedents van quedar antiquades davant la voluntat de crear noves i més grandioses concepcions de l'espai. Comença així el predomini de la verticalitat.
En les regions més orientals, l'art se serveix d'influències més exòtiques on normalment s'imposa l'ordre jònic, com en el Temple d'Apol·lo a Dídyma. Un altre centre religiós important va ser el Temple d'Asklepios a Cos, illa situada prop de la costa sud de l'Àsia Menor.
En general, els ordres clàssics-dòric, jònic i corinti- s'alliberen de les normes rígides amb columnes més allargades, els tríglifs es multipliquen i els capitells tenen dissenys nous. És freqüent que es combinin els ordres en un mateix edifici, el que produeix efectes decoratius.

## El temple etrusc
A diferència del pensament grec, inclinat a elevar edificis públics, l'etrusc és més individualista, i en conseqüència, no existeix la prioritat d'aixecar temples. La religió determina, amb les seves supersticions, l'urbanisme etrusc: cada edifici es consagra amb un ritual i la ciutat queda dividida en zones de dolenta o bona sort. La pitjor és l'occidental, on hi ha les tombes i on habiten els esperits i déus malignes.
Arriben els ordres grecs i s'aplica la columna toscana, amb un capitell proper al dòric, però fust sense estries i amb basa. Segons el tractadista romà Vitruvi, el temple etrusc, que impera sobretot a finals del segle vi aC, era molt senzill. El seu millor exemple és el Temple de Júpiter Capitolí, a Roma.

### Esquema del temple etrusc
Atès que amb prou feines se n'han conservat restes, s'accepta la descripció del tractadista i arquitecte Vitruvi al segle i aC.
Per evitar la humitat, el temple està aixecat sobre una plataforma. Ofereix un pòrtic d'entrada, amb dues fileres de columnes toscanes, basa, fust llis i més esvelt que el dòric. Té molta importància la teulada a dues aigües, que no crea un frontó, com a Grècia; apareix rematat per nombroses escultures.
Posteriorment, en un període clàssic els temples conserven la forma instaurada en l'arcaisme. Al sud, destaca el Temple de Belvedere, a Orvieto, i l'anomenat Ara de la Reina, el més grandiós de tota l'arquitectura etrusca.
Durant l'època hel·lenística, el major contacte de Roma amb Grècia beneficià les ciutats de l'Etrúria. S'introdueixen les columnes corínties i el frontó. Per descomptat, es tracta d'elements aïllats, ja que mai s'elabora un sistema de proporcions matemàtiques de l'arquitectura ni es copien l'ordre dòric o l'ordre jònic dels grecs.

## El temple romà

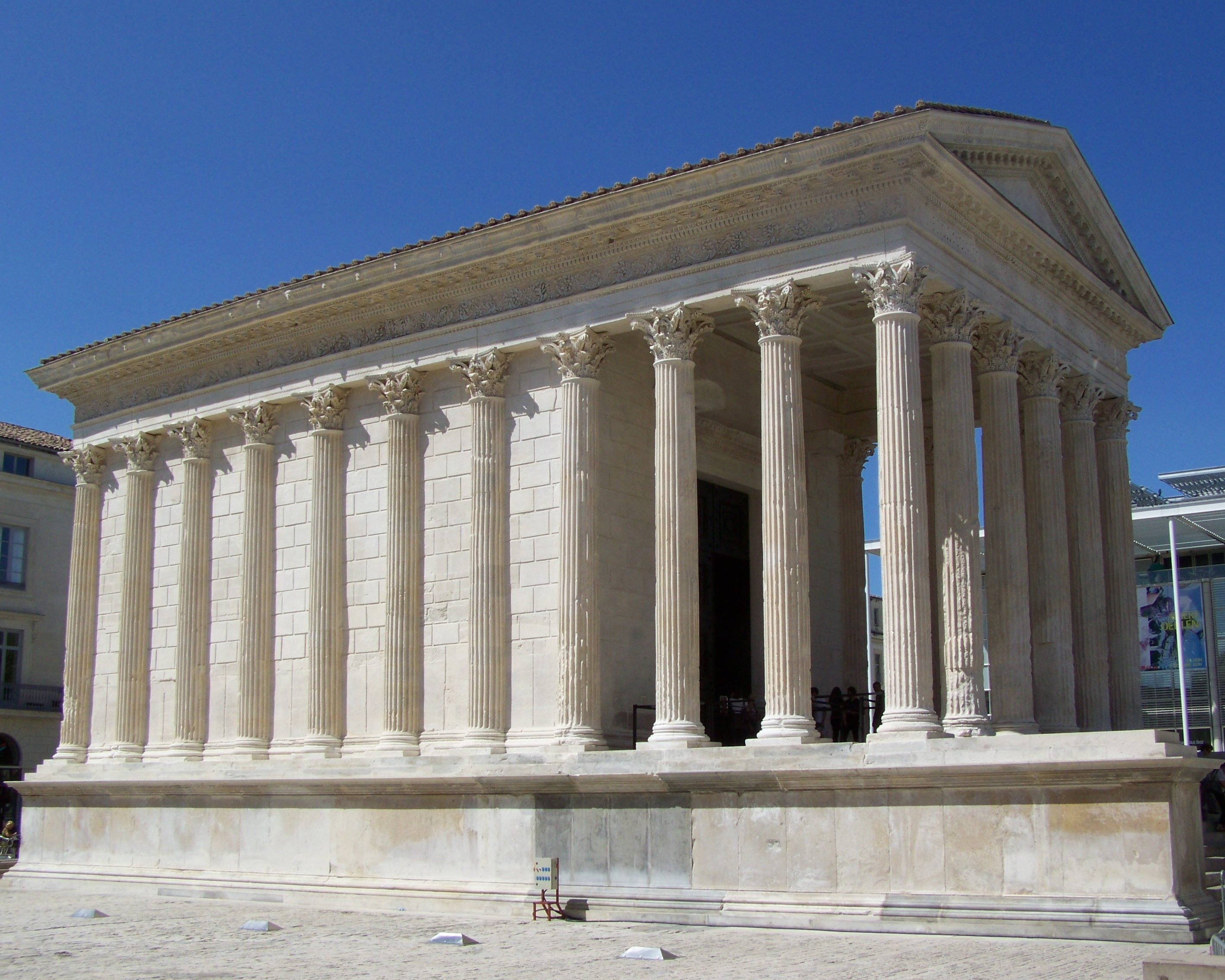
Maison Carrée, temple típic d'època romana, a la ciutat de Nimes (a França)

En general s'empra travertí, material que substitueix a la tova dels etruscs i que serà abandonat en època imperial. Com a revestiment del nucli de formigó - opus caementicium - s'usen pedres irregulars - opus incertum - i, més tard, maons - opus latericium - o pedres llaurades piramidalment que formen una mena de xarxa, l'opus reticulatum.
El temple romà s'estructura amb la planta heretada dels etruscs i grecs, i un alçat amb columnes, capitells, etc. d'influència grega, com el Temple de Portunnus o l'original Temple d'Hèrcules, de planta circular. Aquesta arquitectura religiosa culmina en el santuari de la Fortuna Primigènia, a Praeneste. En arquitectura civil, es realitza el Tabularium, de l'època de Luci Corneli Sul·la, i el primer fòrum, el de Juli Cèsar, amb places porticades i un temple a la deessa Venus.
Al món romà, també agafen molta importància els temples de planta circular, tipologia que culmina amb el Panteó de Roma.
L'arquitecte romà Marc Vitruvi Pol·lió va dedicar a l'arquitectura dels temples dos capítols del seu tractat De Architectura

## El temple cristià

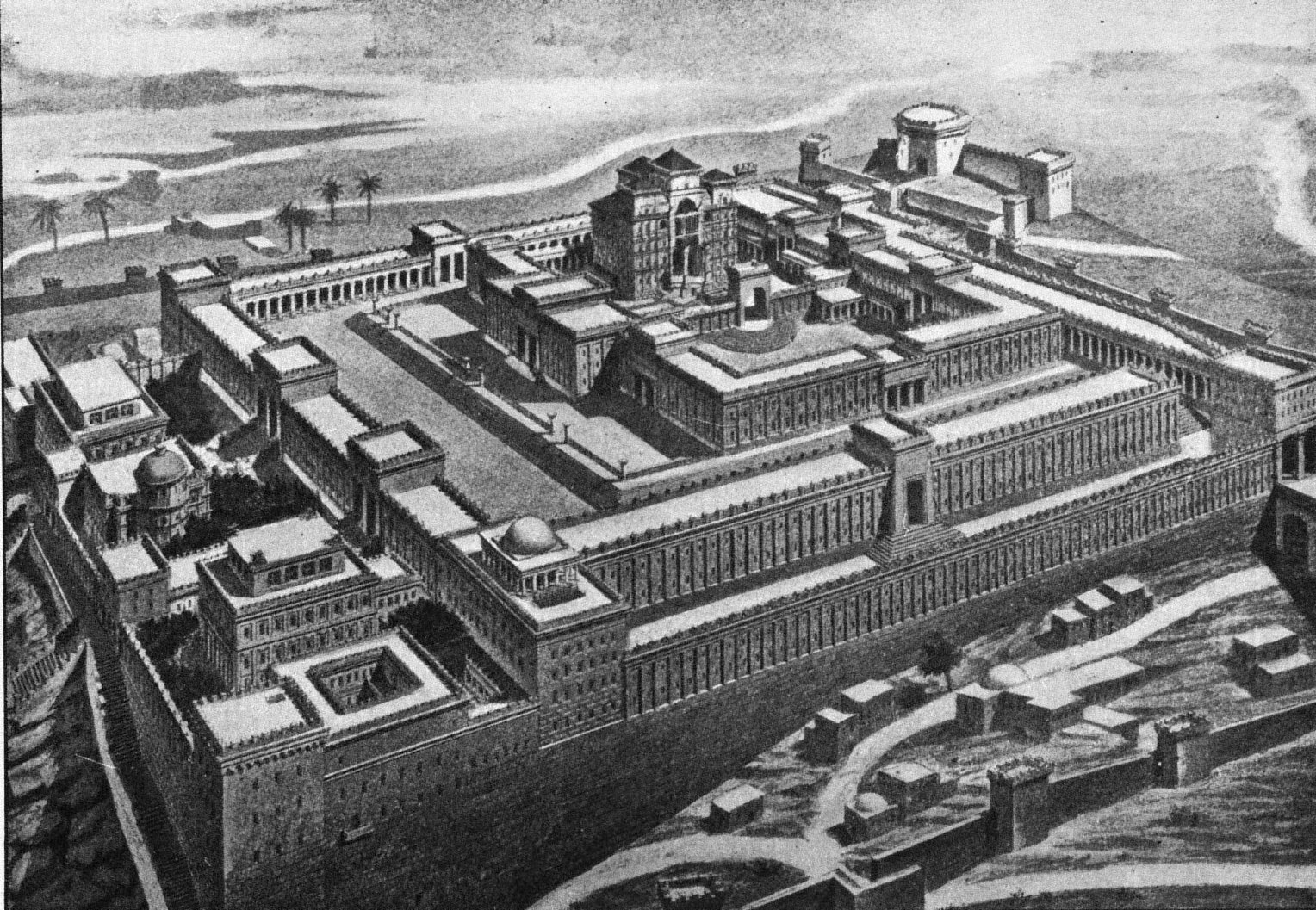
Dibuix teòric del Temple de Salomó

Les esglésies cristianes usen els dos significats de la paraula "temple" que es troben en la Bíblia, considerant que el cos físic és "un temple" sagrat i per això s'ha de cuidar. En termes cristians el cos d'una persona és una al·legoria del temple, en considerar-se també sagrat (Primera Epístola als Corintis, 03:16).
L'altre ús de la paraula "temple" té a veure amb un edifici especial, tal com el Temple de Jerusalem, que és "la Casa del Senyor", on els seus fidels reben normes i consells religiosos relacionats amb l'espiritualitat.
En els textos cristians, el temple apareix com un mitjà de congregació, i no és de primera importància dins dels aspectes de fe. Jesús, en alguns passatges, li resta importància a la presència del temple quan els seus apòstols li mostraven la bellesa, en altres passatges baralla contra mercaders i canvistes aposentats a l'atri.
El catolicisme, en institucionalitzar-se, va adoptar la forma de basílica romana, edifici d'ús civil, no religiós, com a model per als seus grans temples, ja que era l'espai cobert més adequat per celebrar els rituals i pràctiques públiques. Actualment els temples cristians són edificis importants per les dimensions, la funció urbana i l'impacte urbà i ambiental que els edificis de grans dimensions comporten.

## El temple al judaisme
A l'Antic Testament pretén que només hi pot haver un sol temple, per a un sol Déu. Aquest temple és el Temple de Jerusalem, destruït dues vegades, on es guardava l'Arca de l'Aliança i hi habitava Déu. Les sinagogues hebrees són també centres d'ensenyament de la Torà (vegeu Antic Testament) i d'oració.

## El temple maia

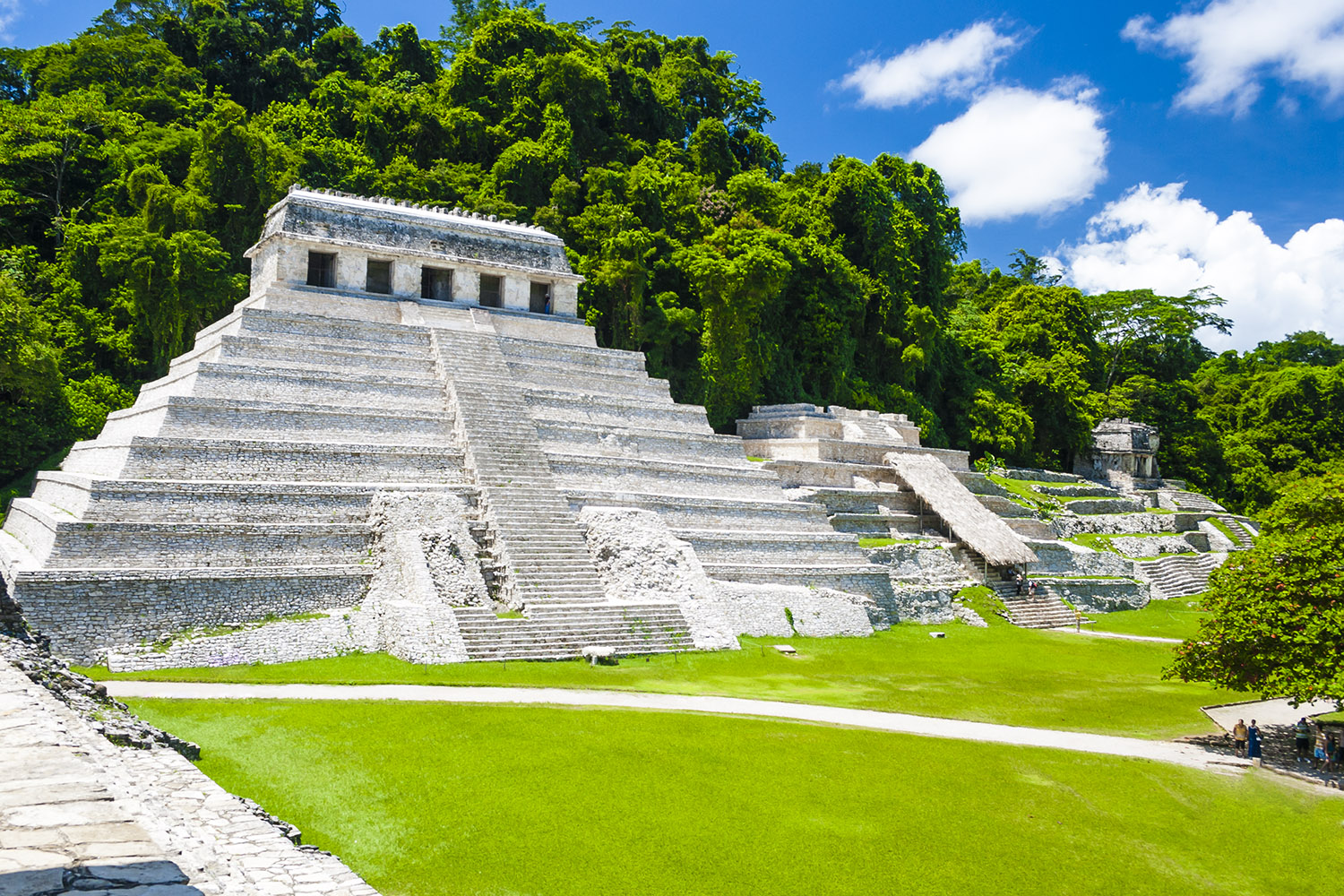
Panoràmica del Temple de les Inscripcions a Palenque, Mèxic